# Warwick Brown
Warwick Brown (Sydney, 24 dicembre 1949) è un ex pilota automobilistico australiano di Formula 1.

## Biografia
Brown ha partecipato ad un solo gran premio di Formula 1, il 10 ottobre 1976, gran premio degli Stati Uniti d'America-Est. Al volante di una Wolf-Williams giunse quattordicesimo, dopo essere partito ventitreesimo. Fece segnare in gara il ventiseiesimo e ultimo tempo.
Brown ebbe molto successo nella Formula Tasman che si aggiudicò nel 1975, guidando una Lola T332 Chevrolet. Ha vinto inoltre la Rothmans International Series in Australia nel 1977 e 1978 su una Lola T430 Chevrolet del VDS Team. Nel corso di questa stagioni Brown vinse l'edizione 1975 del Gran Premio della Nuova Zelanda e quella 1977 del Gran Premio d'Australia.
Brown fu secondo in classifica dietro ad Alan Jones nell'edizione del 1978 della US Can Am series.

## Risultati in F1
| 1976 | Scuderia | Vettura |  |  |  |  |  |  |  |  |  |  |  |  |  |  |    |  | Punti | Pos. |
| ---- | -------- | ------- |  |  |  |  |  |  |  |  |  |  |  |  |  |  | -- |  | ----- | ---- |
| 1976 | Wolf     | P308    |  |  |  |  |  |  |  |  |  |  |  |  |  |  | 14 |  | 0     |      |

| Legenda | 1º posto     | 2º posto | 3º posto    | A punti         | Senza punti/Non class.  | Grassetto – Pole position Corsivo – Giro più veloce |
| Legenda | Squalificato | Ritirato | Non partito | Non qualificato | Solo prove/Terzo pilota | Grassetto – Pole position Corsivo – Giro più veloce |